# Papenburg
Papenburg (Gronings: Poapenbörg; Nederlands, verouderd: Papenborg) is een stad en gemeente in de Duitse deelstaat Nedersaksen, gelegen in de Landkreis Emsland. De stad, met de status van selbständige Gemeinde, telt 37.551 inwoners. 
Volgens de website van de gemeente Papenburg waren per 1 januari 2021 van de 38.198 inwoners 51,8 % rooms-katholiek, 16,1 % evangelisch-luthers, 2,2 % evangelisch-gereformeerd en 29,9 %  moslim, aanhanger van een andere godsdienstige stroming of atheïst. Personen, die uit privacy-overwegingen dit gegeven niet wilden verstrekken, zijn eveneens in de groep "overigen" meegeteld.

## Geografie en infrastructuur
Papenburg heeft een oppervlakte van 118,36 km² en ligt in het noorden van Duitsland.

### Indeling van de gemeente
De gemeente is onderverdeeld in de kerngebieden (Ortsteile):
1. Aschendorf, 8.444 inwoners[3] op een oppervlakte van 4.928 hectare
2. Herbrum, 957 inw. op 1.754 ha
3. Tunxdorf, 196 inw. op 498 ha
4. Nenndorf, 135 inw. op 577 ha
5. Bokel, 2.257 inw.  op 858 ha
6. Untenende, 13.542 inw.
7. Obenende, 12.667 inw., incl. Untenende op 4.928 ha.

Stadsdelen Untenende, met het stadscentrum, en Obenende vormen samen de eigenlijke stad Papenburg. De Meyer Werft bevond zich oorspronkelijk grotendeels in Bokel, en voor een kleiner deel in Untenende, maar is om administratieve redenen nu officieel in zijn geheel in dat laatste stadsdeel gelegen. De dorpjes Tunxdorf en Nenndorf worden in de praktijk door één gemeenschappelijke dorpsraad in de gemeente vertegenwoordigd.

### Buurgemeentes
- In het noorden, in de Landkreis Leer:
  - Westoverledingen
  - Rhauderfehn
  - Weener
- In het westen: Rhede
- In het zuiden, in de Samtgemeinde Dörpen:
  - Heede
  - Lehe
  - Neulehe
- In het oosten: Surwold in de Samtgemeinde Nordhümmling.

### Waterwegen
Papenburg ligt aan de rivier de Eems. Deze splitst zich verder zuidwaarts stroomopwaarts in de, zeer bochtige, rivier zelf en het ten oosten daarvan gelegen Dortmund-Eemskanaal, dat als scheepvaartroute dient. Maar rondom Papenburg is de Eems zelf de hoofdvaarroute, met uitzondering van een klein stukje beneden Herbrum, waar in het kanaal een sluis en in de iets westelijker lopende rivier een stuw aanwezig is,  zonder parallelkanalen. Benedenstrooms van de Meyer Werft is de Eems een van het getijde afhankelijke rivier.  Daar, waar de Eems en de speciale haven van de Meyer Werft samenkomen, zijn diverse waterwerken gebouwd, enerzijds, om voor de werf een droogdok in bedrijf te houden, anderzijds, om overstromingen te verhinderen.
De binnenhaven van Papenburg zelf is door een zeesluis onafhankelijk van het getij. Er kunnen zeeschepen met maximaal 5,50 m diepgang, 145 m lengte en 24 m breedte gebruik van maken. De haven van de Meyer Werft is voor zeeschepen met maximaal 8,50 m diepgang, 330 m lengte en 43 m breedte bereikbaar.
De talrijke veenkanalen in de gemeente, veelal Wieke -wijken- genaamd, zijn voor de tegenwoordige scheepvaart van geen betekenis meer. Wel dragen ze bij aan het historische, voor Duitsland zo goed als unieke, stadsbeeld. Eén van deze kanalen takt ten noorden van Surwold aan op het Küstenkanal.

### Wegennet
De belangrijkste (noord-zuid verlopende) verkeersader van Papenburg is de Bundesstraße 70 Leer- Meppen. Circa 10 km westelijk van de stad loopt, eveneens in noord-zuid-richting, de Autobahn A31 Emden- Ruhrgebied. Afrit 16 (Rhede (Ems)), nabij de Nederlandse grens bij Bellingwolde, komt uit op de landweg van de Nederlandse grens via Rhede (Ems) naar Aschendorf, gemeente Papenburg. Van hier is het nog 5 à 6 km noordoostwaarts rijden naar Papenburg zelf. Afrit 15 (Papenburg), ca. 8 km meer noordelijk, is geschikter voor bezoekers van de Meyer-Werft, want de weg van deze Autobahn-afrit naar Papenburg loopt langs de werf.
Een belangrijke ringweg van de Eemsbrug bij de Meyer Werft om het westen en zuiden van de stad heen is de Rheiderlandstraße.
Papenburg wordt ten dele gekenmerkt door lange, rechte wegen langs oude veenkanalen. Langs veel van deze wegen en kanalen staat de voor veenkolonies kenmerkende lintbebouwing. Sommige van deze wegen zijn van laanbeplanting met fraaie, oude bomen voorzien.
De straatnamen zijn meestal die van het kanaal, met de toevoeging links, vaak aan de noord- of oostkant van het kanaal, of rechts,  vaak aan de zuid- of westkant van het kanaal. Zo draagt de tamelijk belangrijke, langs de zuidwestkant van zo'n kanaal lopende,  uitvalsweg naar Surwold en Sögel de naam Splitting rechts.

### Openbaar vervoer
De stad heeft twee spoorwegstations waar reizigers kunnen in- en uitstappen, te weten station Aschendorf en station Papenburg, beide aan de spoorlijn Münster - Emden. Aan het station te Aschendorf stoppen minder treinen dan in Papenburg. 
Hoewel de stad verscheidene stads- en streekbuslijnen kent, is het openbaar vervoer per bus van weinig betekenis. De bussen rijden op werkdagen hooguit eenmaal per twee uur, en op zaterdag 3 x per dag. In de avond na 20.00 uur en op zon- en feestdagen rijden er in, van en naar de gemeente Papenburg helemaal geen bussen.
Veel forensen en scholieren maken van de fiets gebruik voor hun doordeweekse ritten van en naar werk  of school.

## Economie

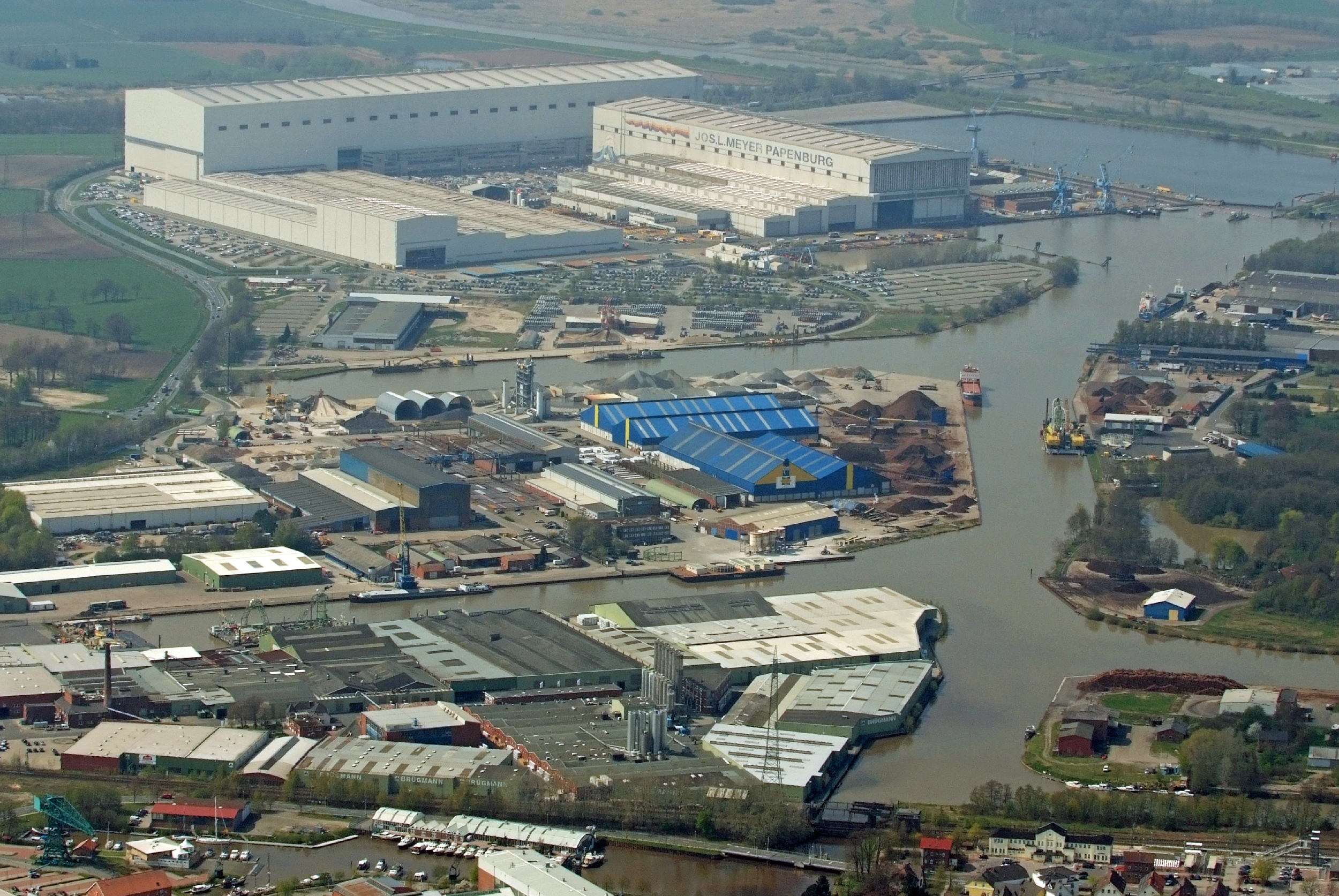
Luchtfoto Meyer-Werft, Papenburg (2013)

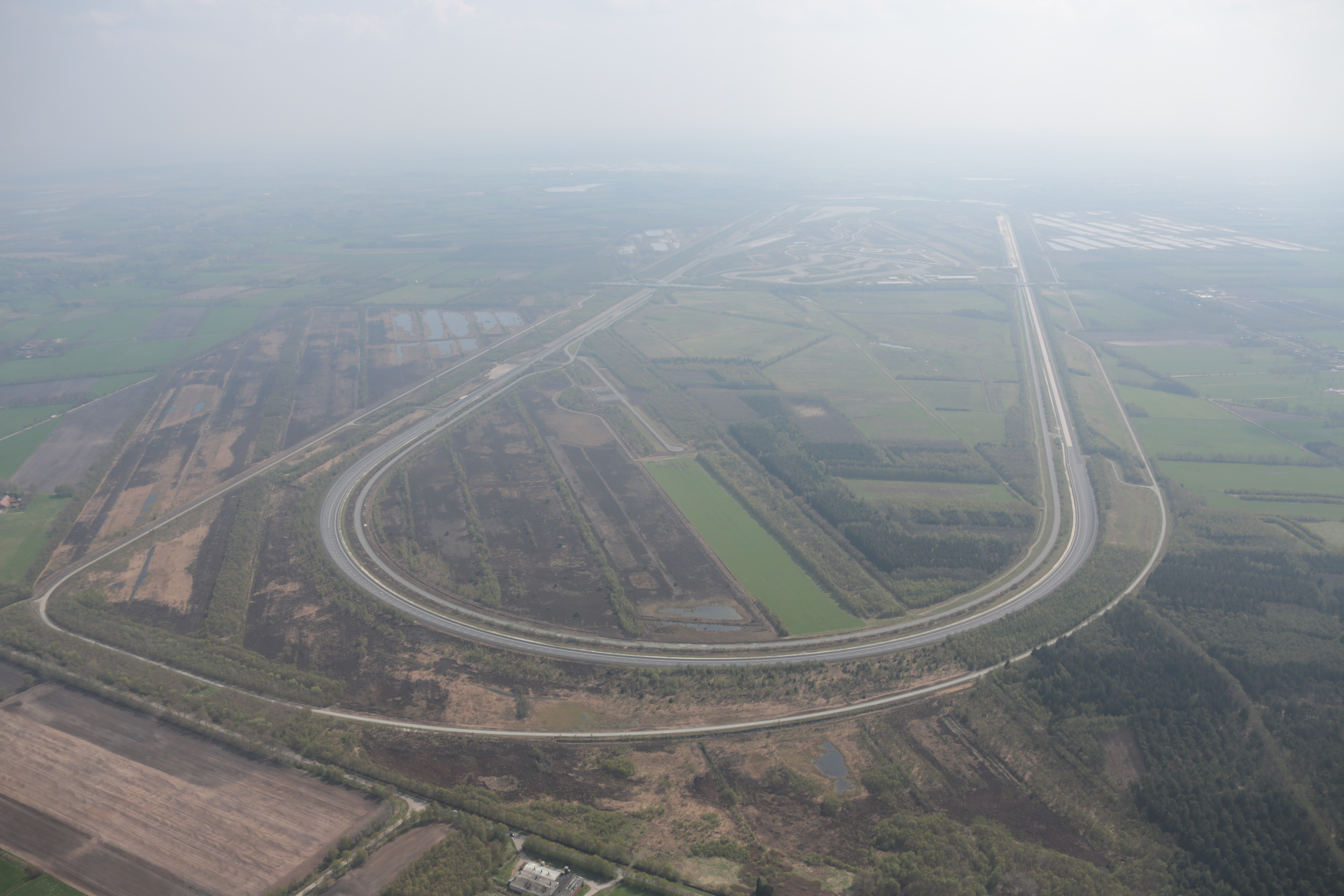
Luchtfoto testbaan ATP Automotive Testing Papenburg (2013)

In Papenburg bevindt zich het grootste overdekte droogdok ter wereld: de Meyer Werft. Dit is bij goed weer reeds te zien vanuit het Oost-Groningse Oldambt. De ten westen van de stad gelegen scheepswerf Meyer Werft heeft zich toegelegd op het bouwen van speciale schepen zoals cruiseschepen, veerboten, gastankers, passagiersschepen en schepen voor het transport van dieren. Van de twintig scheepswerven die in 1920 in Papenburg waren gevestigd is de Meyer Werft als enige overgebleven. De werf ligt aan een aparte haven met een havenmond in de Eems. 
Diverse havenbedrijven in Papenburg houden zich bezig met de overslag van lading van zee- in binnenvaartschepen (de Eems stroomopwaarts) of omgekeerd (stroomaf- en zeewaarts).
Ten zuidoosten van de stad ligt sedert het najaar van 1998 een groot, ovaal autotestcircuit van de onderneming  ATP Automotive Testing Papenburg. Deze Oval-Rundkurs is 12,3 km lang, heeft twee rechte eindes van elk 4 km en twee tot 49 graden hellende bochten, waardoor men in de bocht met een snelheid van 250 km/h kan rijden. De Oval-Rundkurs heeft 4 tot 5 rijstroken en is bestraat met verschillende typen asfalt. In het binnenterrein liggen nog diverse andere testcircuits, o.a. met korte, steile hellingen, met veel bochten (naar het model van de autoracebaan Hockenheim-Ring), met opzettelijk slecht wegdek (voor terreinwagens), met opzettelijk glad en/of nat wegdek (voor slipweerstandsproeven) enz.. Het complex is bedoeld voor rijproeven van allerlei soort door fabrikanten en technische ontwikkelaars van personen- en vrachtauto's, niet voor het houden van autoraces. Het terrein binnen de afrasteringen heeft een oppervlakte van 780 hectare. Het complex beschikt over diverse faciliteiten voor de klanten. Men kan er bijvoorbeeld goed geoutilleerde auto-werkplaatsen huren.
Papenburg bezit nog ongeveer 7 andere bedrijventerreinen, voornamelijk in gebruik bij toeleveringsbedrijven voor de Meyer-Werft en bij lokaal midden- en kleinbedrijf. Toch zijn er ook nog enkele grote ondernemingen in de gemeente gehuisvest:
- Een fabriek van auto-onderdelen (KS Gleitlager), dochteronderneming van Rheinmetall
- Salamander Industrie-Produkte (o.a. kunststof onderdelen van deuren, ramen, winkelinventaris)
- Een elektriciteitscentrale, die biomassa verstookt
- Johann Bunte, een aannemersbedrijf dat zich vooral toelegt op de wegenbouw en andere infrastructuur-projecten, met 1.500 medewerkers. Dit bedrijf heeft de ATP-testbanen gebouwd.

## Geschiedenis
De stad dankt zijn naam aan een oud kasteel Papenborg, dat de prins-bisschop van Münster rond 1250 als onderkomen voor tijdens reizen van en naar Oost-Friesland liet bouwen. Een document uit 1458 vermeldt dat Johan van Palts-Simmern, bisschop van Münster, een zekere Hayo von Haren met de burcht Papenborg beleende. De burcht ging van de ene naar de andere leenman van de bisschop over. Eind 1630 kocht een zekere heer Dietrich von Velen, die in Wildervank had gezien, hoe men in Nederland turf als brandstof won, en dit voorbeeld in het prinsbisdom Münster wilde navolgen, van de bisschop het intussen vervallen kasteel. In 1631, dat als stichtingsjaar van de stad wordt beschouwd, werd Von Velen officieel met de Papenburg beleend. Door de Dertigjarige Oorlog (1618-1648), een pestepidemie in 1666, en tot ver in de 18e eeuw durende  grensconflicten met  Oost-Friesland, die af en toe met vernielingen van waterwerken en schepen, vechtpartijen en handelsboycots gepaard gingen, had de kolonie het lange tijd moeilijk. In 1639 kwam het eerste veenkanaal gereed en vestigden zich de eerste drie pachters op een Plaatze (boerderij aan het kanaal; standaardoppervlakte: 462 x 83 meter) in de kolonie. Papenburg beleefde vanaf het midden van de 18e eeuw een bloeiperiode, doordat veel inwoners een kleine scheepswerf of rederij begonnen en met hun schepen winstgevende, vaak internationale handel konden drijven; er werden naast tjalken voor de binnenvaart ook zeegaande zeilschepen gebouwd. De Eems is immers een rivier, die toegang biedt tot de zee. De Papenburgers wisten op sluwe wijze gebruik te maken van de politieke verwikkelingen, door steeds onder de vlag van een mogendheid te varen, die niet door kapers e.d. werd bedreigd.
Van 1815-1866 behoorde Papenburg tot het Koninkrijk Hannover. In deze periode kreeg Papenburg een aansluiting op het spoorwegnet (1856) en officieel stadsrecht (1860). Van 1866-1871 lag Papenburg in Pruisen, en vanaf 1871 in het Duitse Keizerrijk.
In 1933 begon de naziperiode met het gedwongen ontslag van de burgemeester en de inrichting in het Emsland van werk- en concentratiekampen, de beruchte Emslandlager. Tot aan de verovering door de geallieerden, aan het eind van de Tweede Wereldoorlog, in 1945, was het bestuur door de SS en de administratie van alle Emslandlager te Papenburg gevestigd. Eén  van deze kampen, Kamp Aschendorfermoor, nummer 2 van de 15 kampen, lag binnen het grondgebied van de gemeente Papenburg. Van 1945-1948 maakte Papenburg deel uit van een apart gebied binnen de Britse bezettingszone in Duitsland, een Poolse bezettingszone in het Eemsland. Na het vertrek van de Polen kwamen er veel displaced persons, en ook Heimatvertriebene, Duitsers uit de in 1945 aan Polen toegewezen gebieden in o.a. Silezië, wonen.
Van 1952-1973 bezat het naburige Aschendorf eveneens stadsrecht. In 1973 werden Aschendorf en enkele kleinere dorpen rondom Papenburg, die tot dan toe zelfstandige gemeentes waren geweest, in het kader van een gemeentelijke herindeling onderdeel van de gemeente Papenburg.  In deze periode werd de stad uitgebreid, o.a. met woningen voor personeel van de steeds groter wordende  Meyer-Werft.
Vanaf circa 1970 tot 2008 had de firma ADO Goldkante te Aschendorf een groot bedrijf (550 arbeidsplaatsen), met eigen fabriek, in gordijnstoffen. Van deze onderneming is vrijwel niets overgebleven.
Rond 1990 opperde de autofabrikant Mercedes-Benz, dat het toch onbewoonde, voor de landbouw nagenoeg waardeloze, veengebied ten oosten van de stad, ver weg van plaatsen, waarvan de bewoners hinder van het lawaai konden hebben, zeer geschikt was voor een uitgestrekt testterrein voor auto's, met bijbehorende testbanen. Deze plannen leidden tot protesten door de milieubeweging, waaraan ook Nederlandse studenten deelnamen. Zij huisden van 1991-1995 in een  protestdorp Anatopia. Deze acties hadden geen succes, en het testterrein werd in 1997 en in het jaar daarop gefaseerd, door een niet aan één autofabrikant gelieerde onderneming, geopend. Wel moesten er aangrenzende gebieden ter compensatie in natuurterreinen worden omgezet.

## Sport en recreatie
- Golfclub Gutshof, ten zuiden van de stad, werd in 1989 geopend. Er is een 18-holes golfbaan met een par van 72. Sinds 2007 wordt hier in mei een van de rondes van het Emslander Senior Open gespeeld. De andere rondes zijn op Golfclub De Compagnie en Golfclub Westerwolde in Nederland.
- Door Papenburg loopt de Europese wandelroute E9. Ter plaatse is de E9 ook bekend als Ostfrieslandweg.
- Papenburg ligt aan ten minste drie langeafstandsfietsroutes, waaronder de Ems-Radweg langs de gehele lengte van de Eems.
- Ten westen van de stad, in Bokel, ligt een groot stadspark (Volkspark Bokel) met enkele grote waterpartijen, die eerder als kleine meertjes dan vijvers beschouwd kunnen worden. Hier is enige watersportrecreatie mogelijk.
- Ten zuiden van het dorpje Tunxdorf is een bos aangelegd rondom een zand- en grindwinningsplas, de Tunxdorfer Waldsee. Hier is een klein recreatiestrand met zwemgelegenheid. Tussen het dorp en deze recreatieplas ligt een camping.

## Bezienswaardigheden
- De van 1873-1877 in neogotische stijl gebouwde Sint-Antoniuskerk
- De in 1911 voltooide neoromaanse Michaëlskerk in de wijk Obenende
- De uit 1870 daterende, neogotische St. Nicolaaskerk (Nikolaikirche) is het belangrijkste evangelisch-lutherse kerkgebouw in Papenburg.
- Incidenteel is in de Meyer-scheepswerf een bedrijfsrondleiding mogelijk. De werf heeft daartoe een apart bezoekerscentrum ingericht.
- Het rond 1730 gebouwde kasteelachtige landhuis  Gut Altenkamp te  Aschendorf huisvest o.a. een concertzaal en een regionaal kunstmuseum. Er zijn regelmatig tijdelijke exposities met een wisselend karakter. Het gebouw is eigendom van de gemeente Papenburg. Het landhuis wordt door een tuin in Franse barokstijl omgeven.
- In het plantsoen  Von-Velen-Anlage in de wijk Obenende is een openluchtmuseum ingericht.
- Diverse historische zeilschepen, die tot plm. 1930 in en om Papenburg voeren, en op de werfjes in de stad werden gebouwd, en in de veenkanalen in Papenburg liggen, zijn te zien en in sommige gevallen ook te bezichtigen. De verzameling wordt als Scheepvaart-openluchtmuseum in toeristische informatie vermeld. Ter plaatse is ook aangegeven, of het schip een origineel of een latere kopie is.
- Het gebouw Papenburger Zeitspeicher is een voormalig pakhuis (Speicher). Het bevat een digitaal museum, de plaatselijke toeristische informatiedienst en de afdeling stadsmarketing van de gemeente.
- Windmolen Meyers Mühle, type stellingmolen: de eerste molen op deze plek dateerde reeds van 1662.
- Forum Alte Werft is een kunstgalerie, waar jonge, talentvolle kunstenaars uit de regio hun werk kunnen exposeren.
- In en rondom de gemeente bevinden zich enige natuurgebieden. Vooral hoogveenreservaten zijn reeds aanwezig of in ontwikkeling. Hiertoe behoort het Aschendorfer Obermoor/Wilde Moor. Dit veenreservaat ligt ten zuidwesten van de ATP-autotestbanen, en is ten dele als natuurcompensatie op de lange termijn voor deze testfaciliteit aangelegd. In het gebied worden voormalige landbouwgronden door vernatting geleidelijk tot nieuw hoogveen omgevormd, een proces, dat eeuwen kan duren. Het Aschendorfer Obermoor/Wilde Moor is 1.057 hectare groot en is een natuurreservaat met het Duitse kenmerk NSG WE 261. Door het reservaat loopt een wandelpad.

## Afbeeldingen

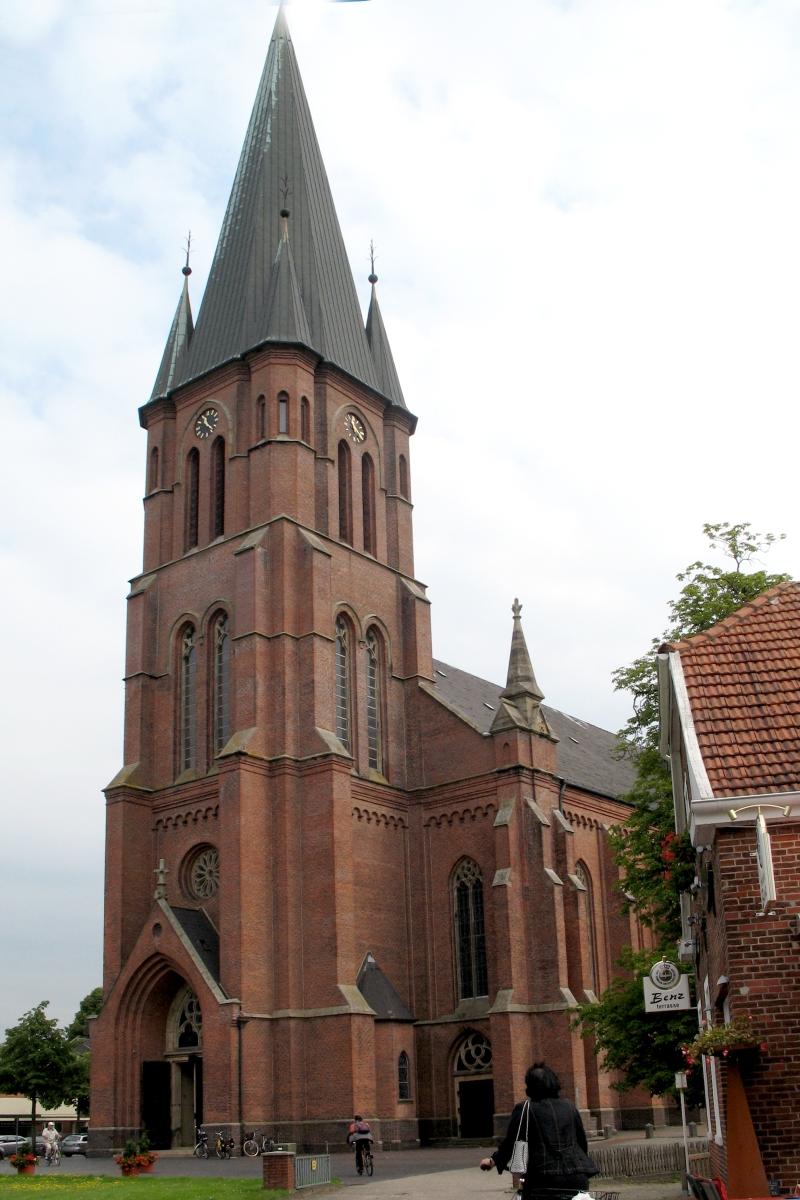
St. Antoniuskerk, Papenburg-Untenende
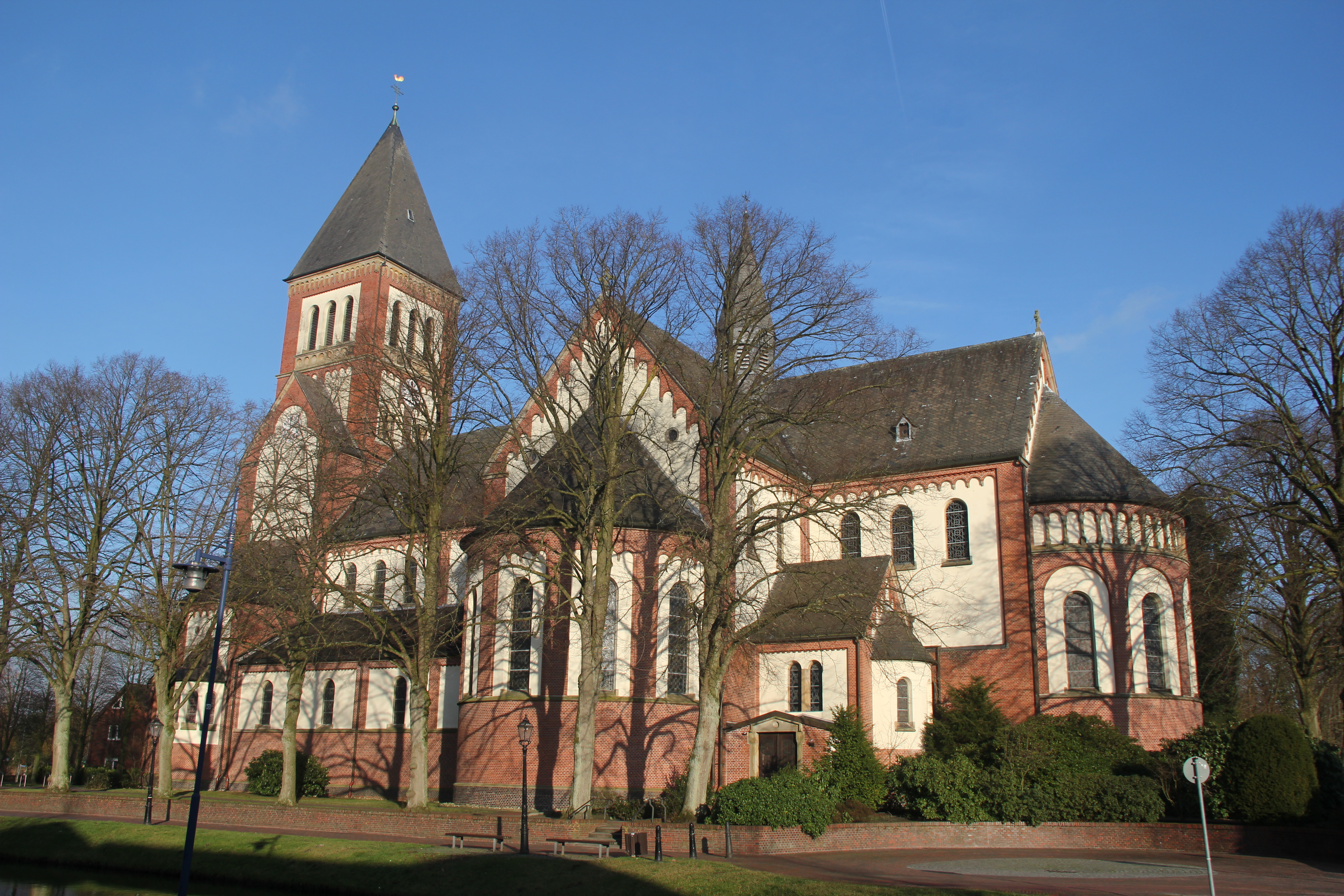
St. Michaëlskerk , Papenburg-Obenende
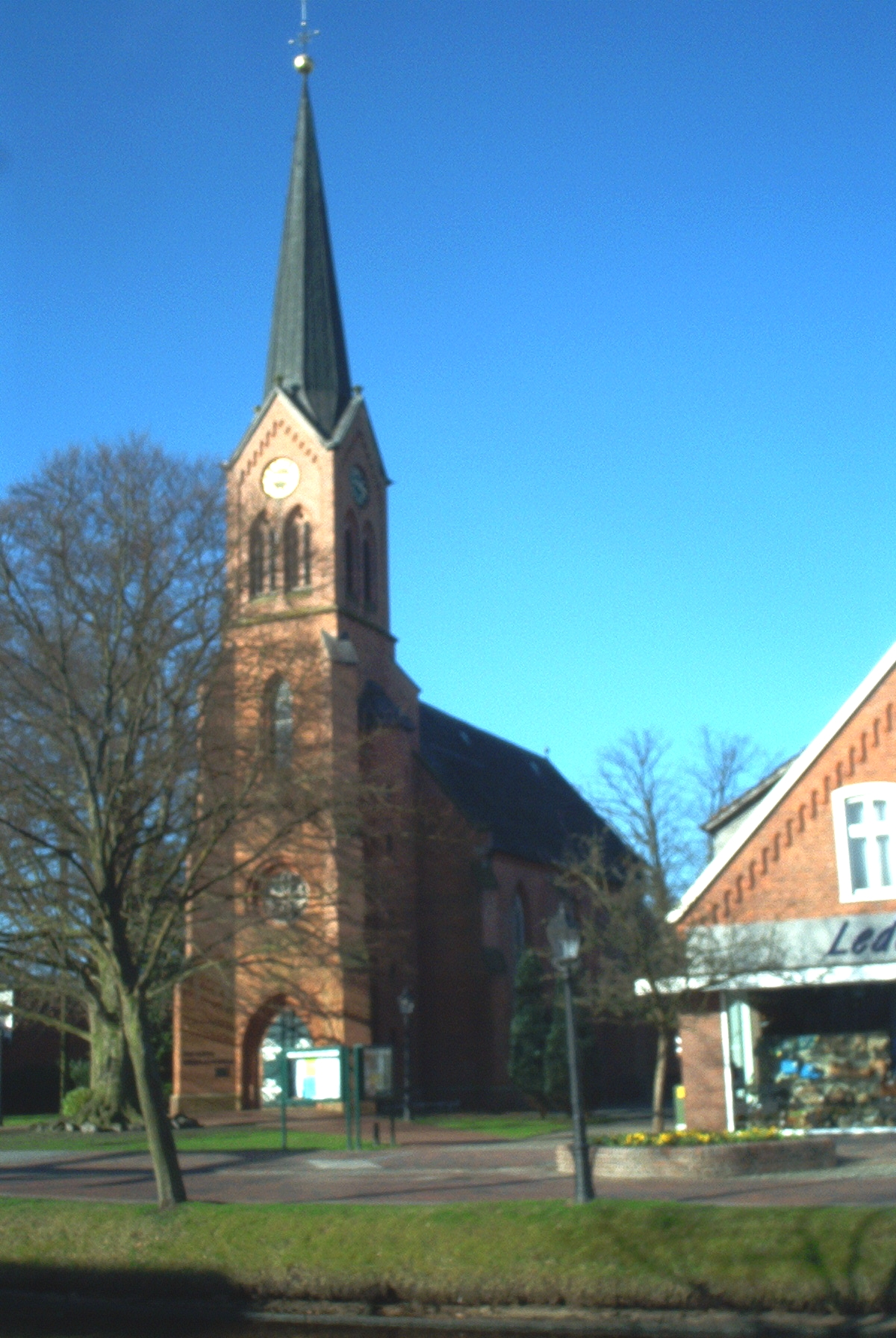
St. Nicolaaskerk (Nikolaikirche)
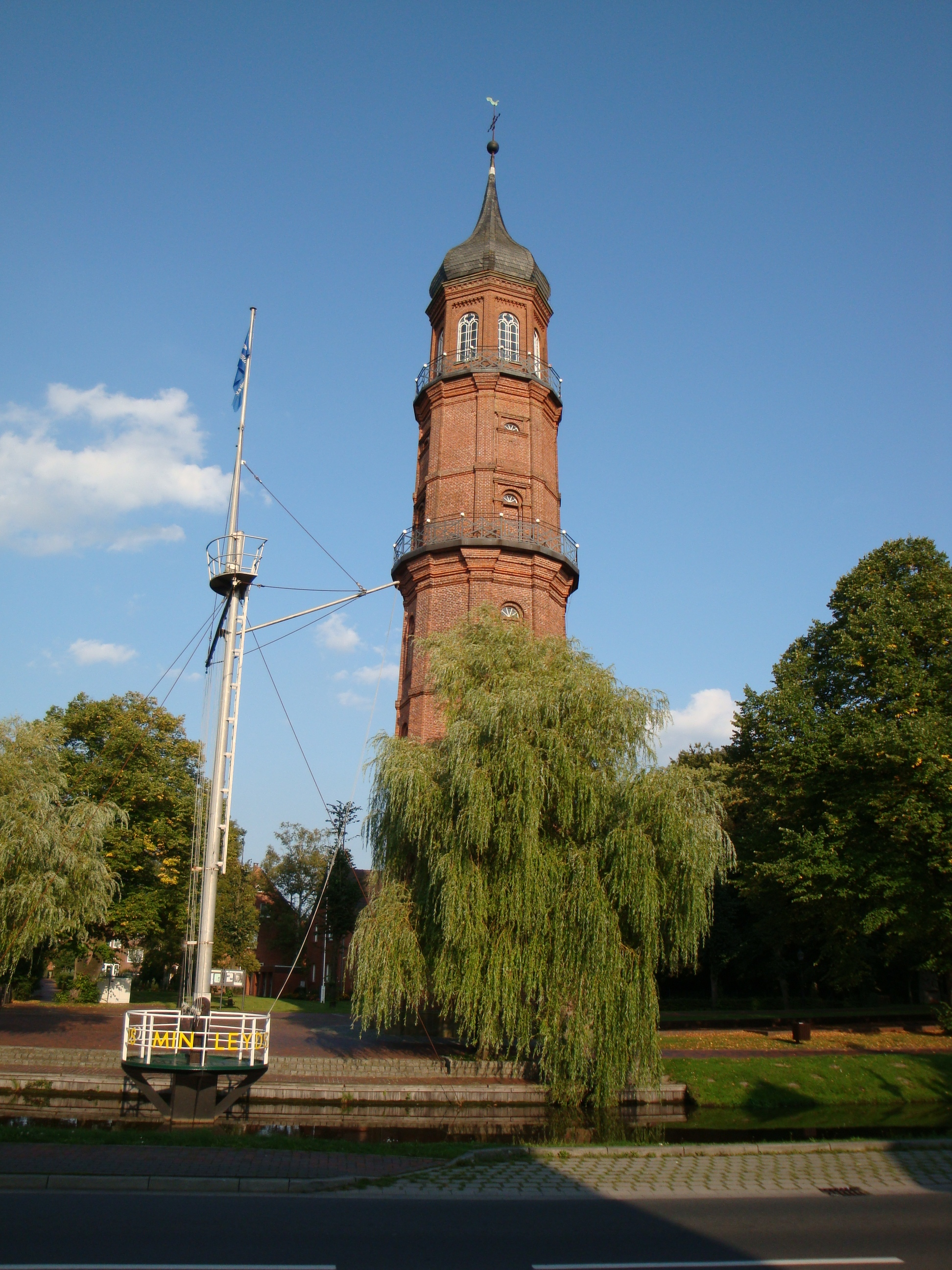
Alter Turm[4] in de wijk Obenende
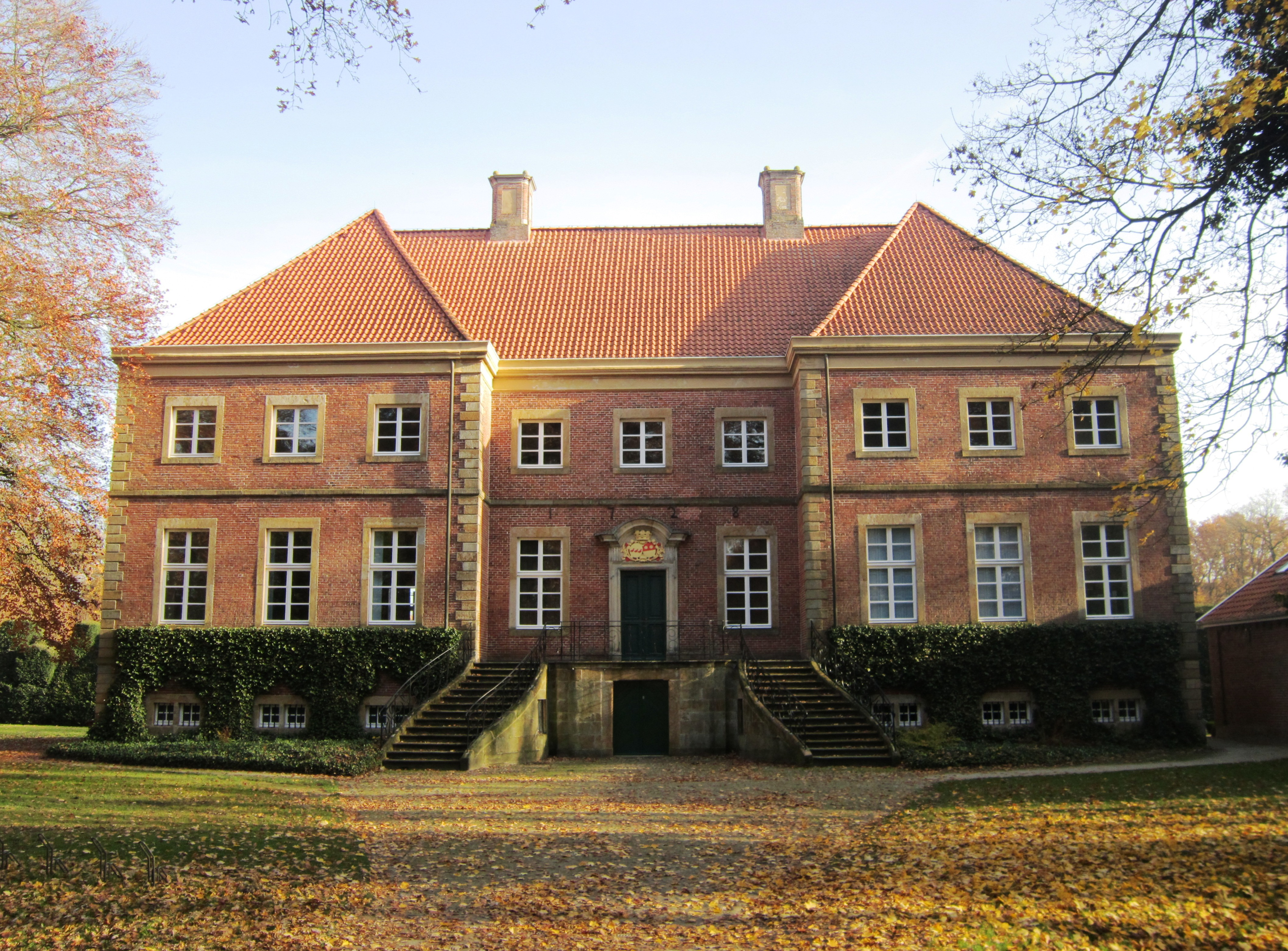
Huize Gut Altenkamp, Aschendorf
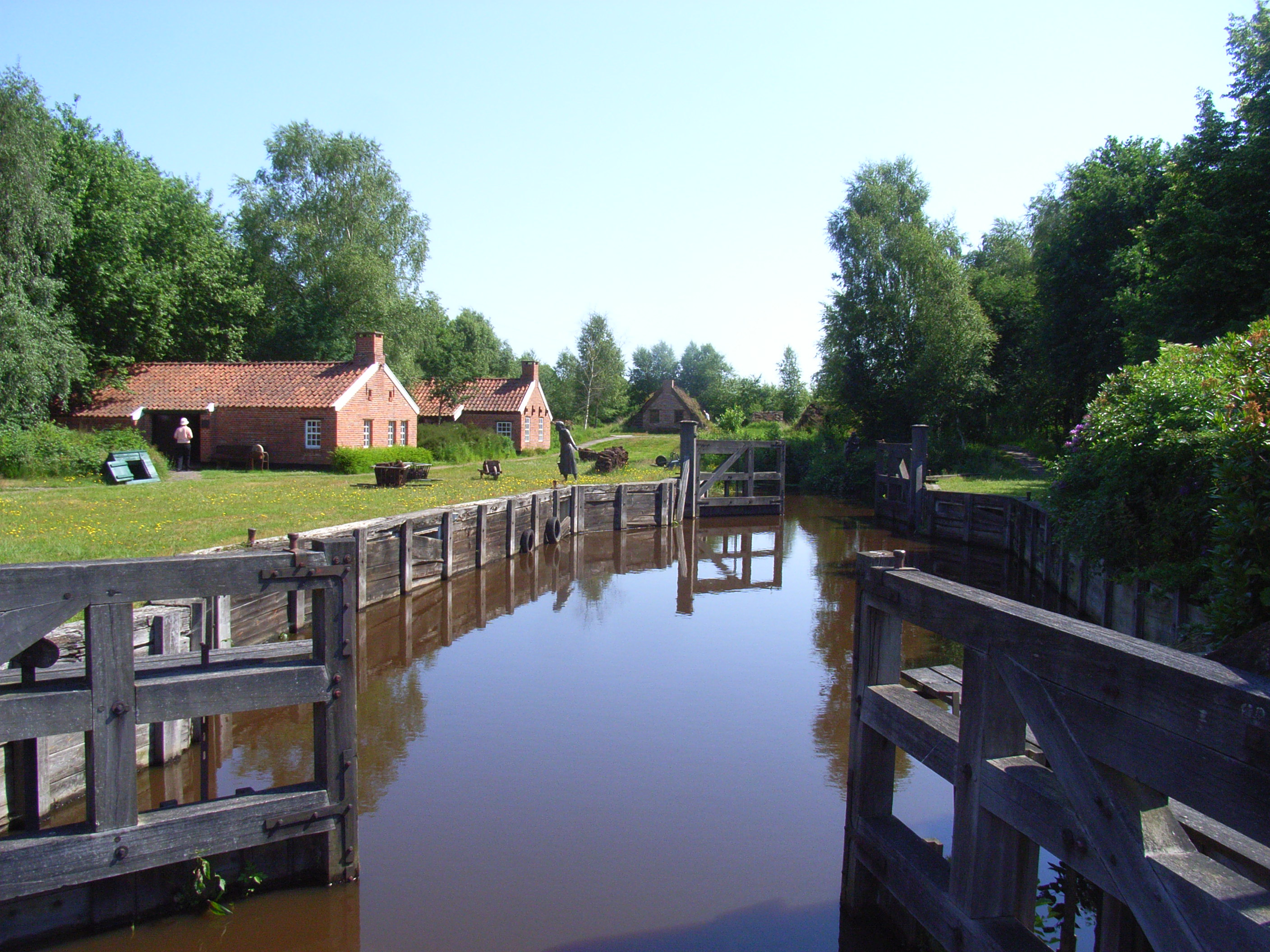
Openluchtmuseum bij de Von-Velen-Anlage en het kanaal Splitting in de wijk Obenende
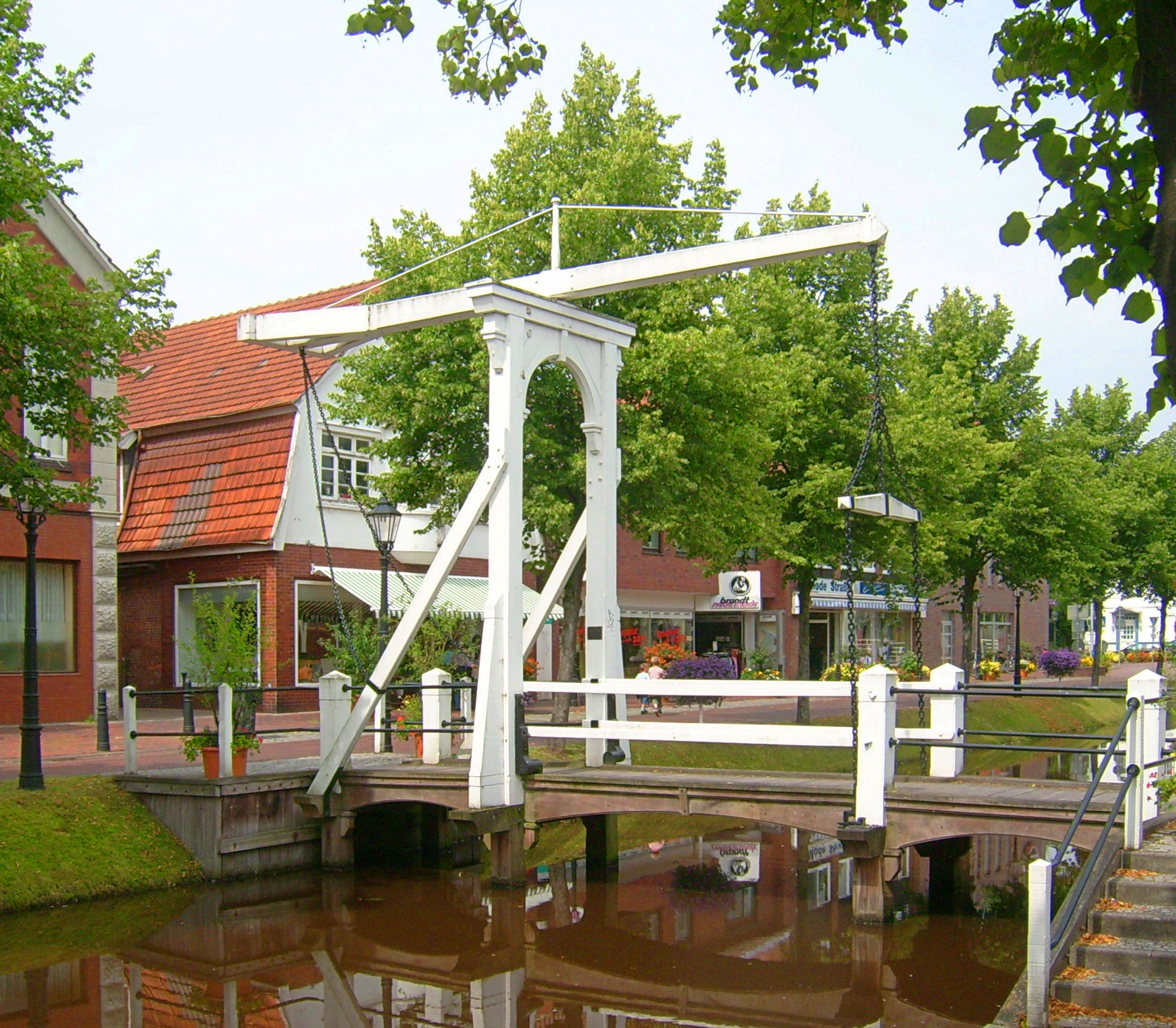
Ophaalbrug over een van de veenkanalen te Papenburg
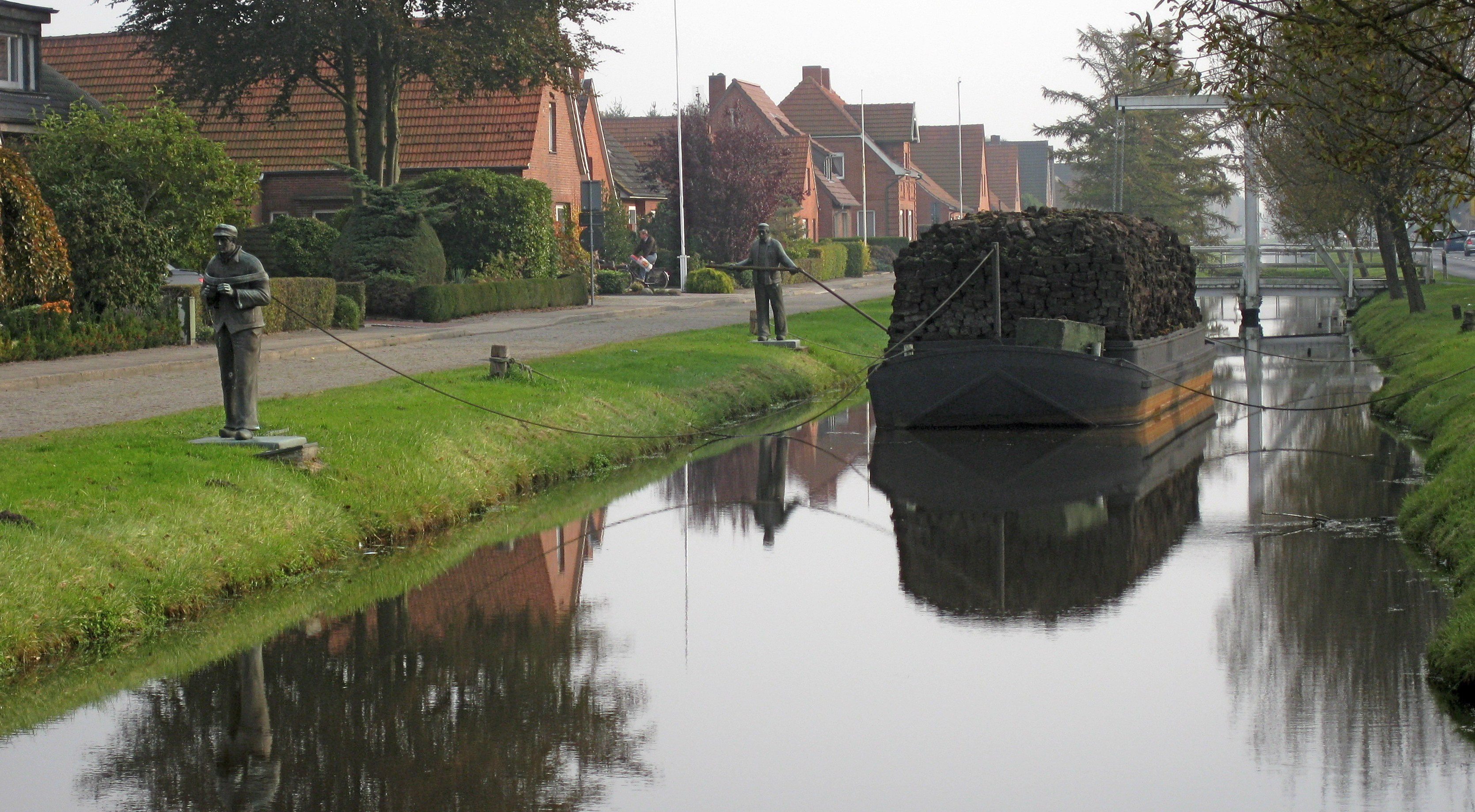
Trekschuit voor vervoer van turf op het kanaal Splitting; de twee bronzen beelden stellen jagers of slepersknechts voor.
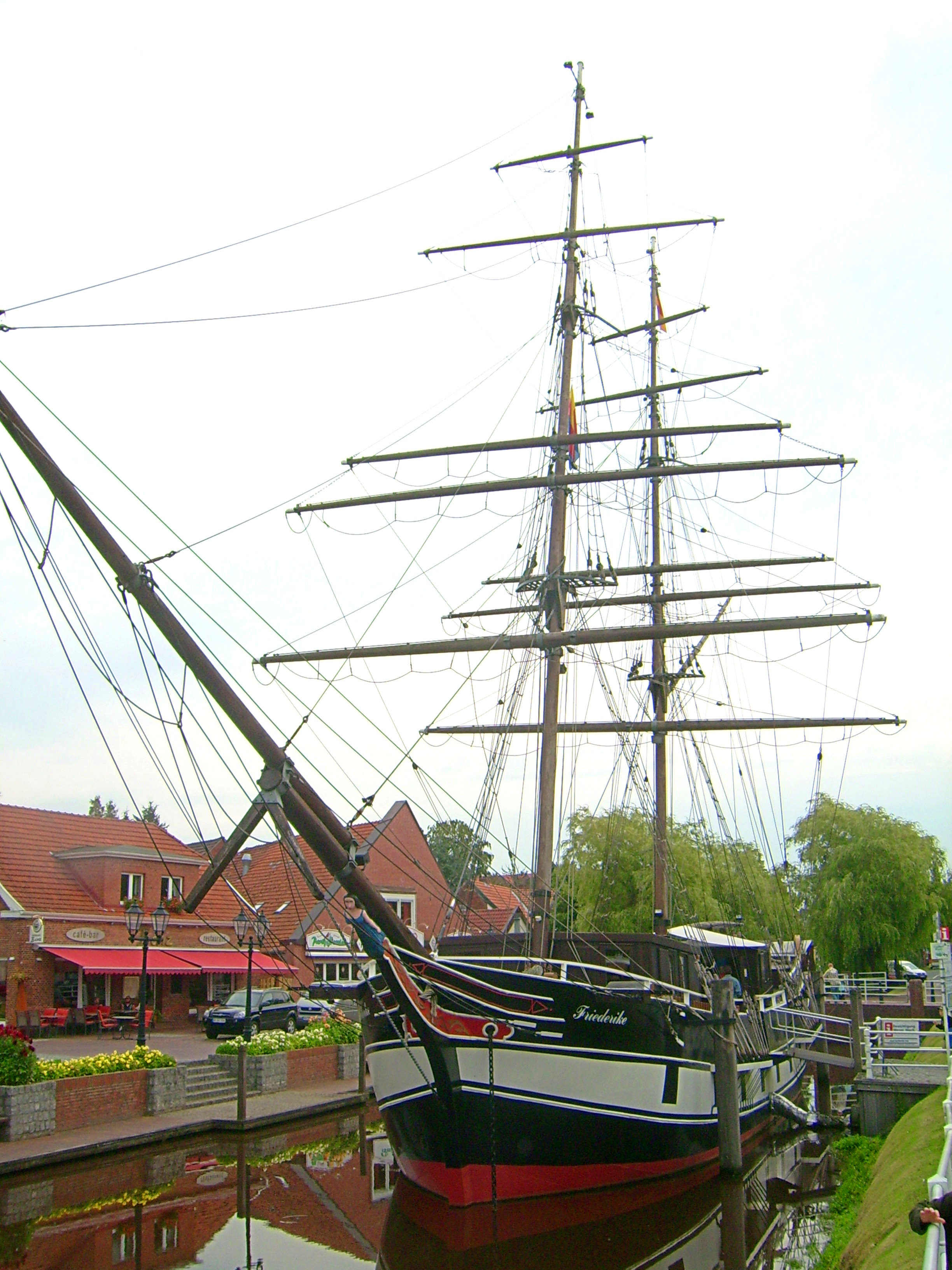
Brik Frederieke von Papenburg in het Hauptkanal
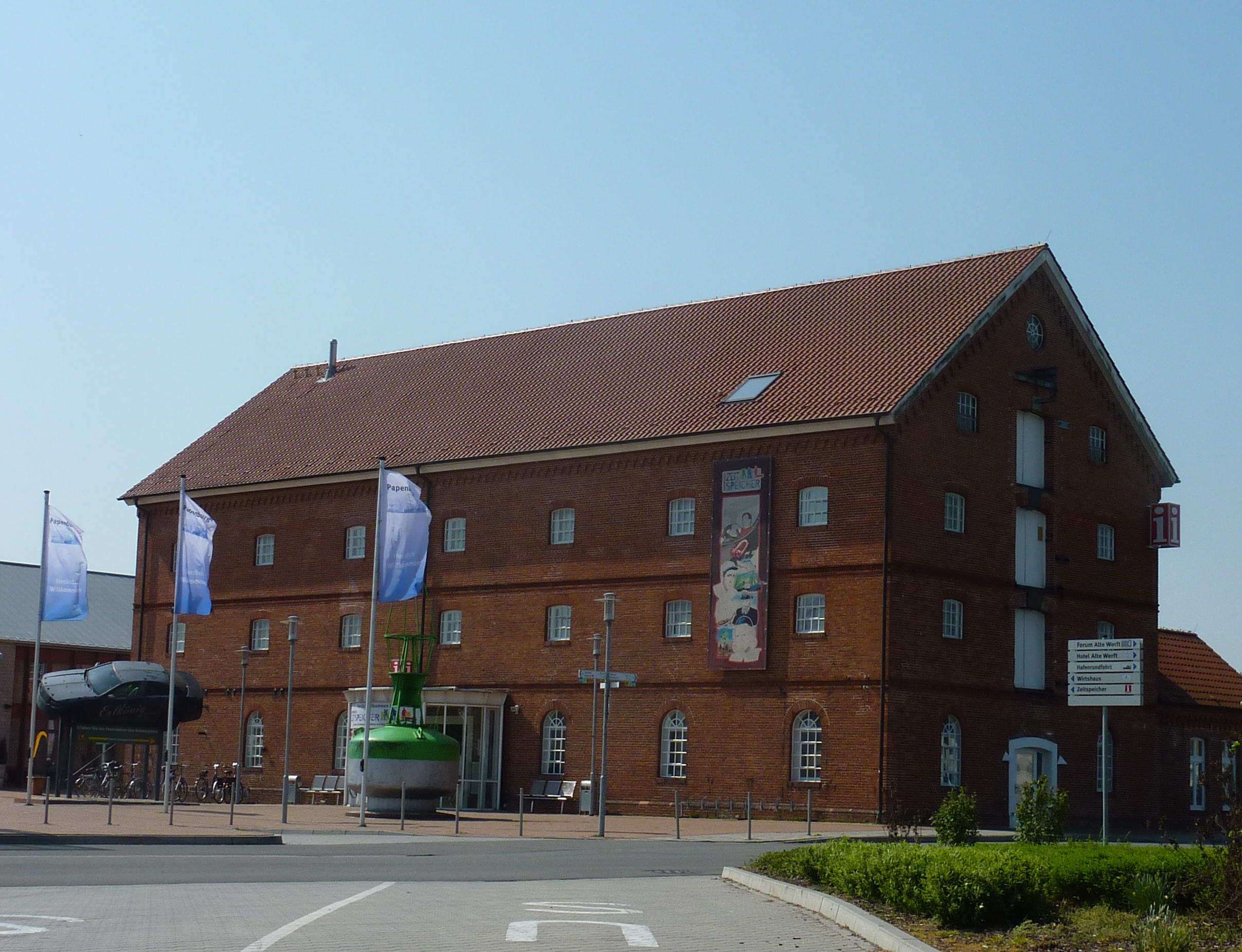
Gebouw Papenburger Zeitspeicher
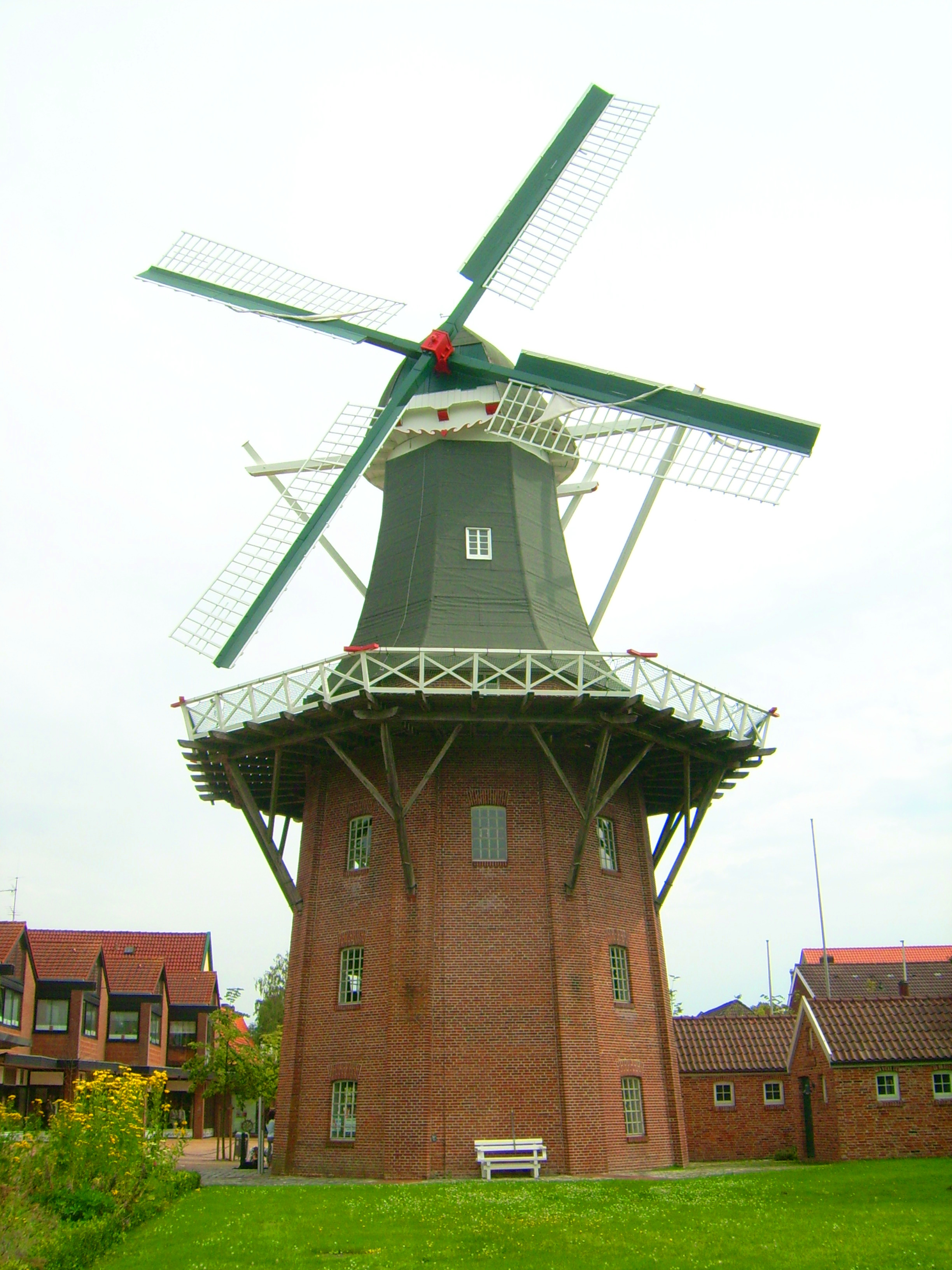
Windmolen Meyers Mühle
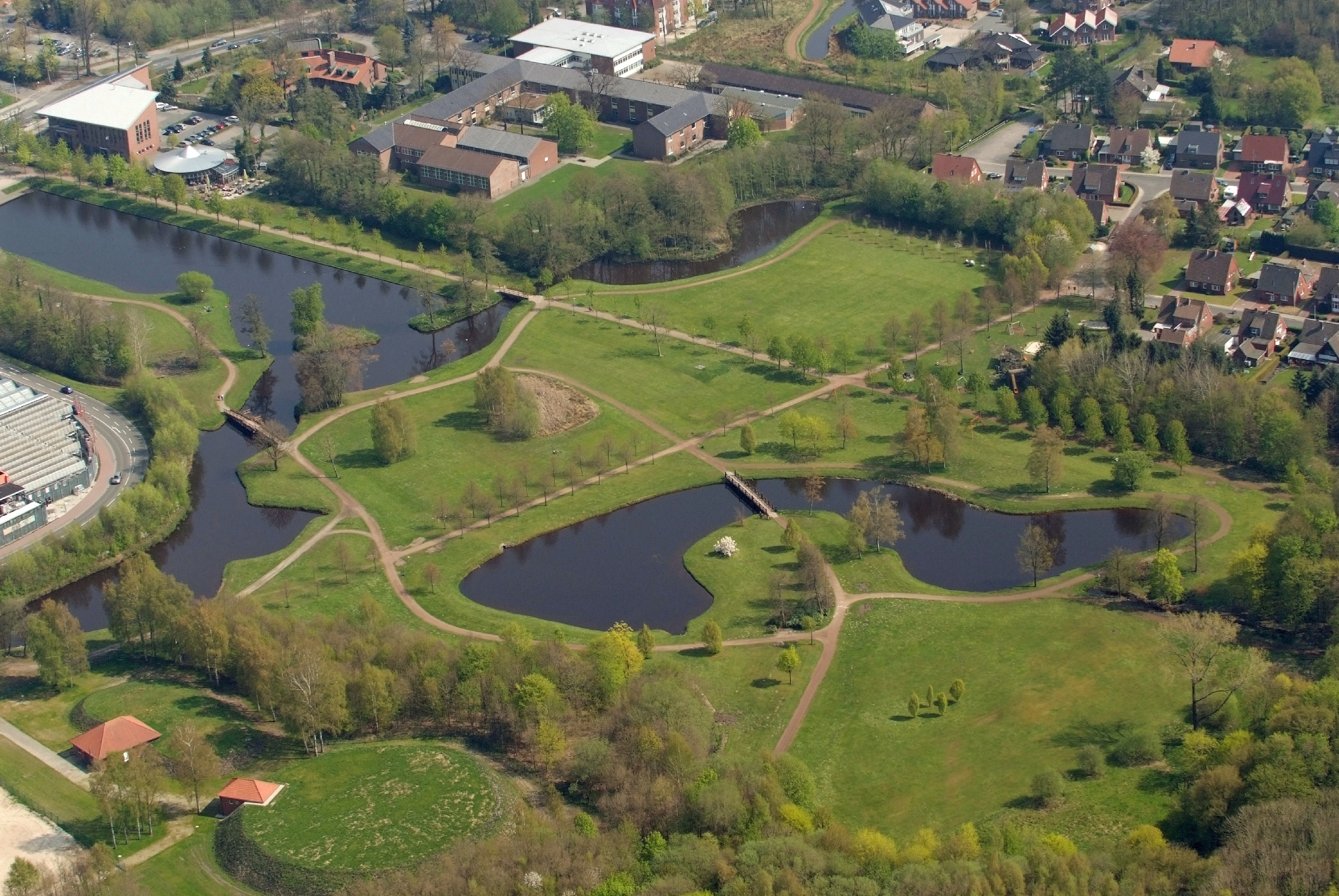
Stadspark ten zuiden van de werf en ten westen van het centrum
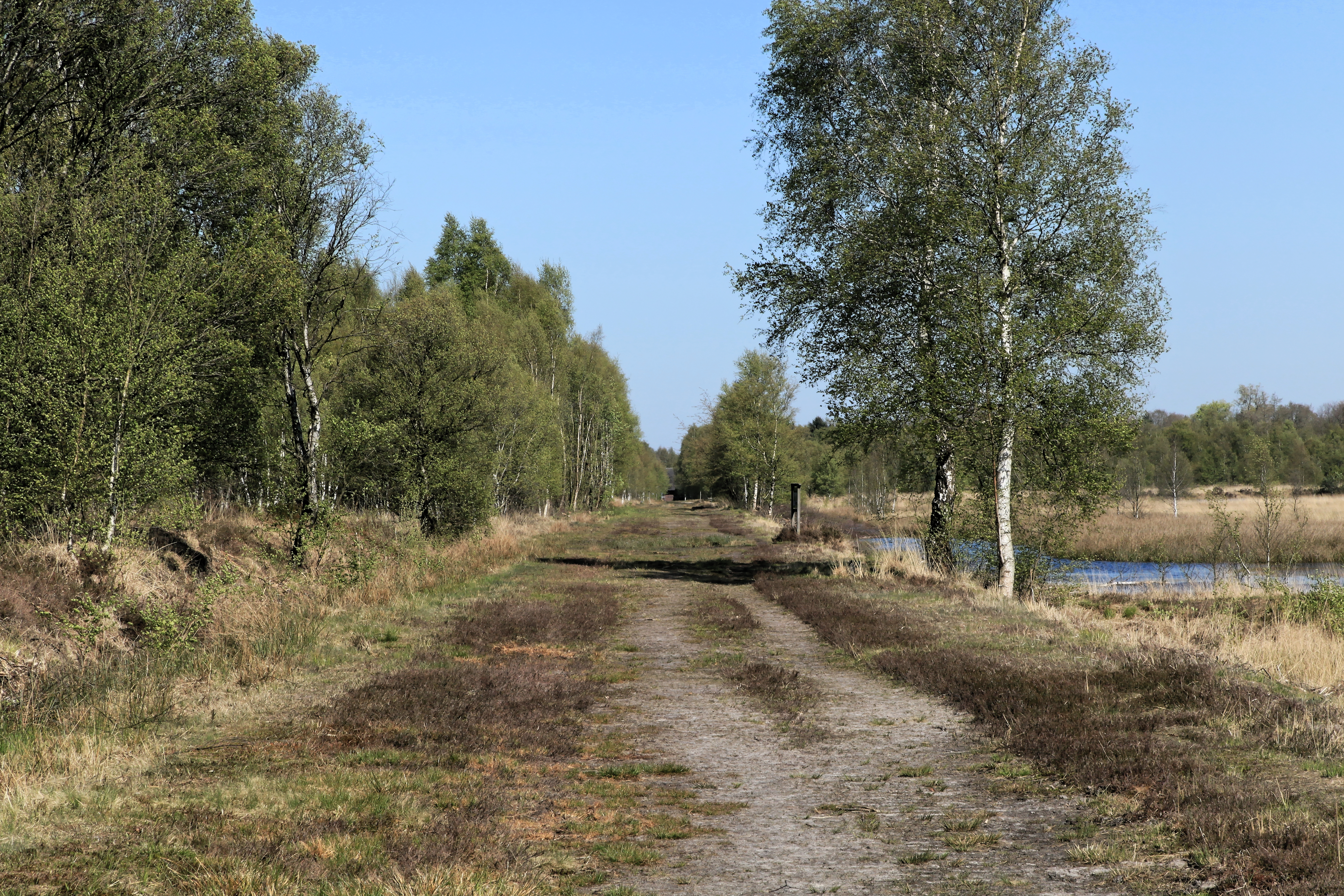
Natuurgebied Aschendorfer Obermoor/Wildes Moor, wandelpad

## Belangrijke personen in relatie tot de gemeente

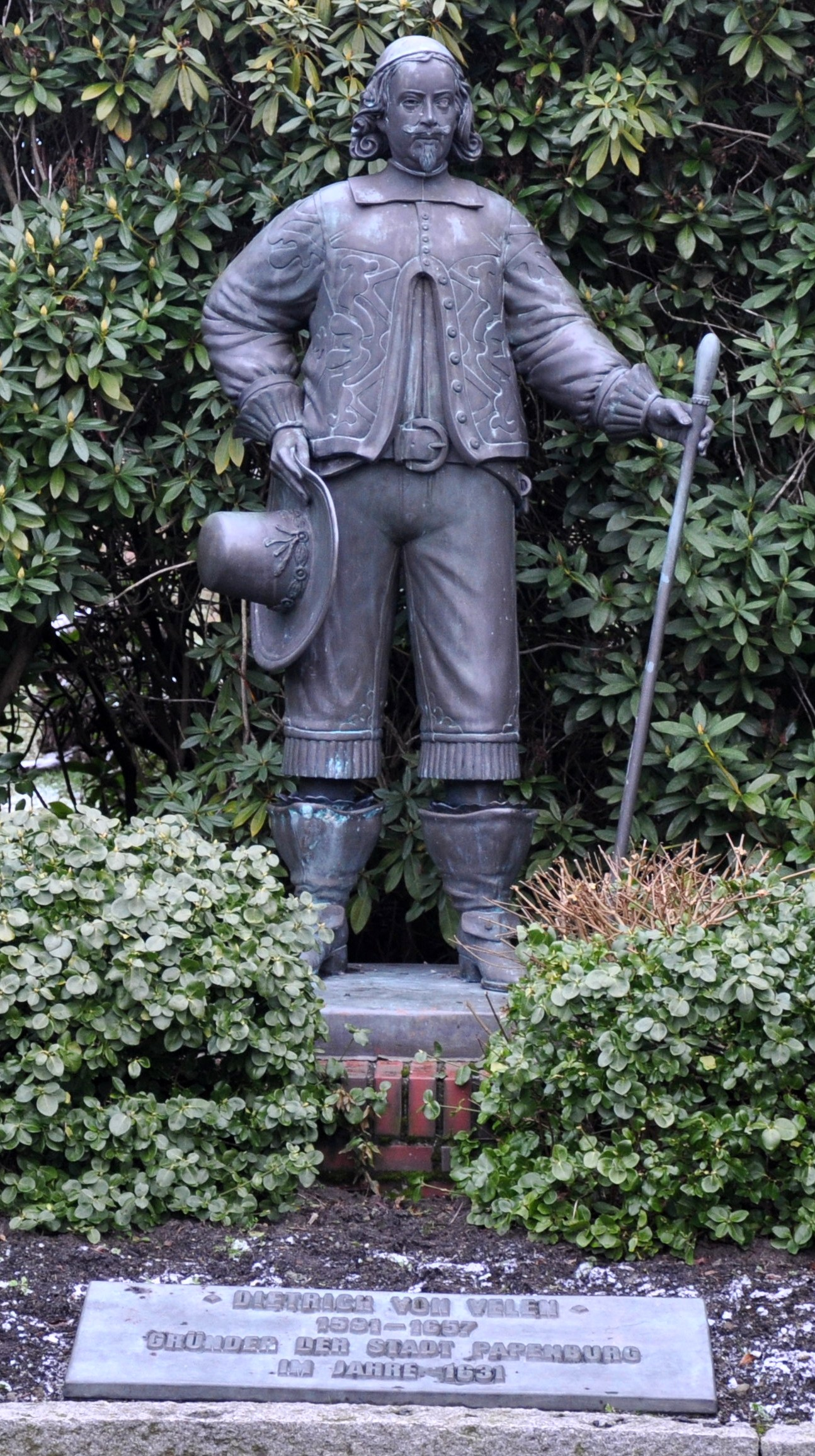
Standbeeld Dietrich von Velen in het naar hem genoemde plantsoen

### Geboren te Papenburg
- Joseph Lambert Meyer (* 15 juni 1846 in Papenburg; † 30 maart 1920 aldaar), vernieuwer van de scheefswerf van zijn vader; hij schakelde over van de productie van houten zeilschepen op die van metalen stoom- en motorschepen. Hij kan worden beschouwd als de grondlegger van de nog bestaande Meyer Werft.
- Hermann-Josef Bunte (* 22 december 1941 in Papenburg), Duits jurist, echter vooral bekend als verzamelaar van kunst van het Duitse expressionisme en de kort daarop volgende stromingen. De Sammlung Bunte, waaruit de grote Duitse kunstmusea vaak werken voor exposities lenen, is bij kenners in geheel Duitsland beroemd. Ze omvat o.a. 13 schilderijen van de hand van Hermann Stenner.

### Overigen
- Dietrich von Velen (* 8 januari 1591 op kasteel Paulsburg in Meppen; † 10 september 1657 aldaar), drost van het Eemsland, stichter van de veenkolonie en latere stad Papenburg.
- Rudolf Seiters (* 13 oktober 1937 in Osnabrück), Duits CDU-politicus. Hij was van 1989-1991  Bundesminister für besondere Aufgaben (minister zonder portefeuille) en chef van het Bundeskanzleramt. Van 1991 tot 1993 was hij bondsminister van Binnenlandse zaken, en van 1998-2002 vicevoorzitter van de Duitse Bondsdag. Ook was hij van 2003-2017 voorzitter van het Duitse Rode Kruis. Seiters is inwoner van Papenburg.

## Partnersteden
- Rochefort (Frankrijk), sinds 1988
- Pogranitschny (tot 1945: Hermsdorf) nabij Bagrationovsk (Rusland), in het vroegere Oost-Pruisen, sinds 1995

## Aanbevolen literatuur over de geschiedenis van Papenburg (alle Duitstalig)
- Hans Döbber: Papenburg – aus der Geschichte der Stadt. Fehn-Verlag Johannes Eissing, Papenburg 1981.
- Wolf-Dieter Mohrmann (uitg.): Geschichte der Stadt Papenburg, Verlag der Stadt Papenburg 1986, ISBN 3-925742-00-X.